# St. Salvator (Querfurt)

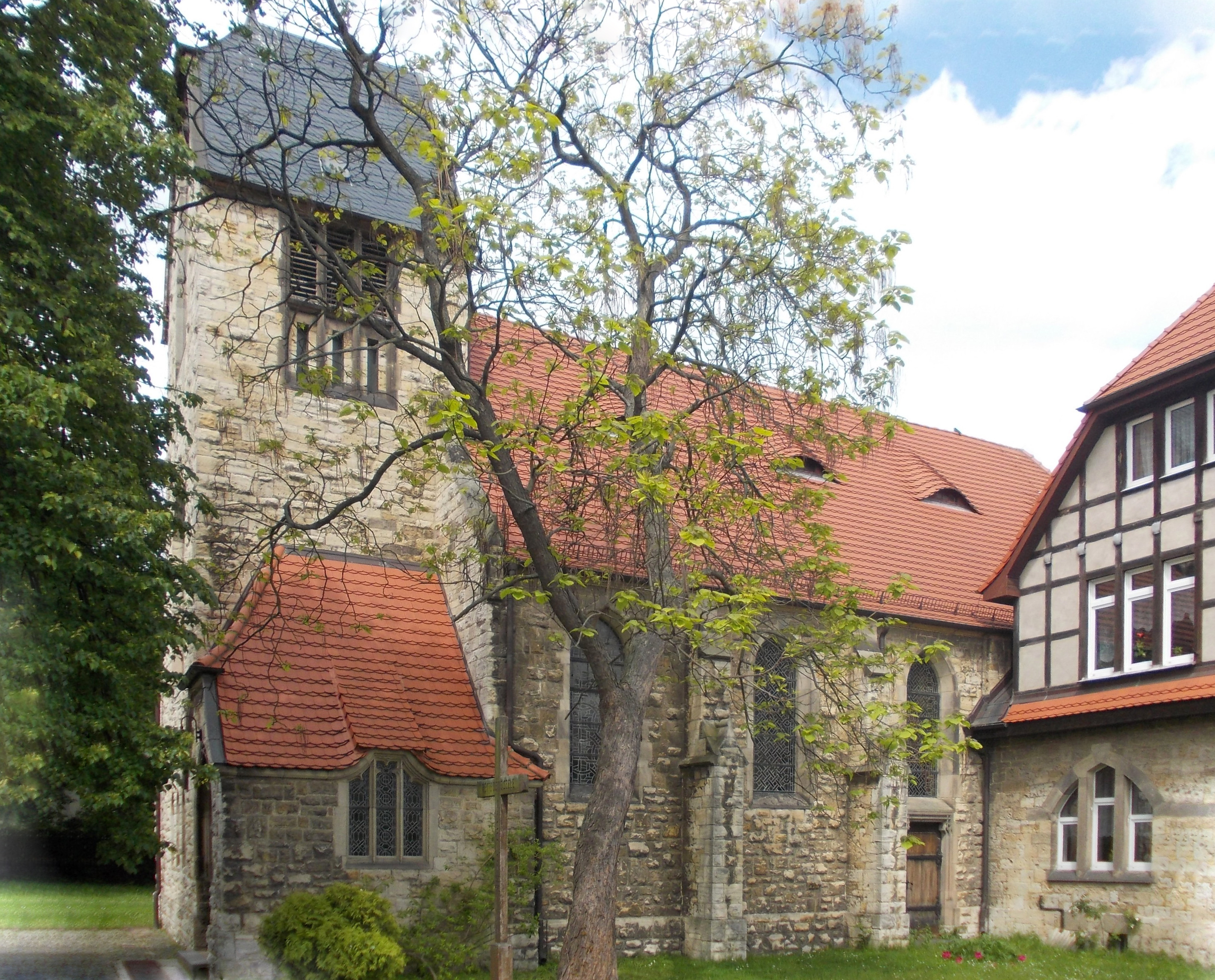
St. Salvator in Querfurt

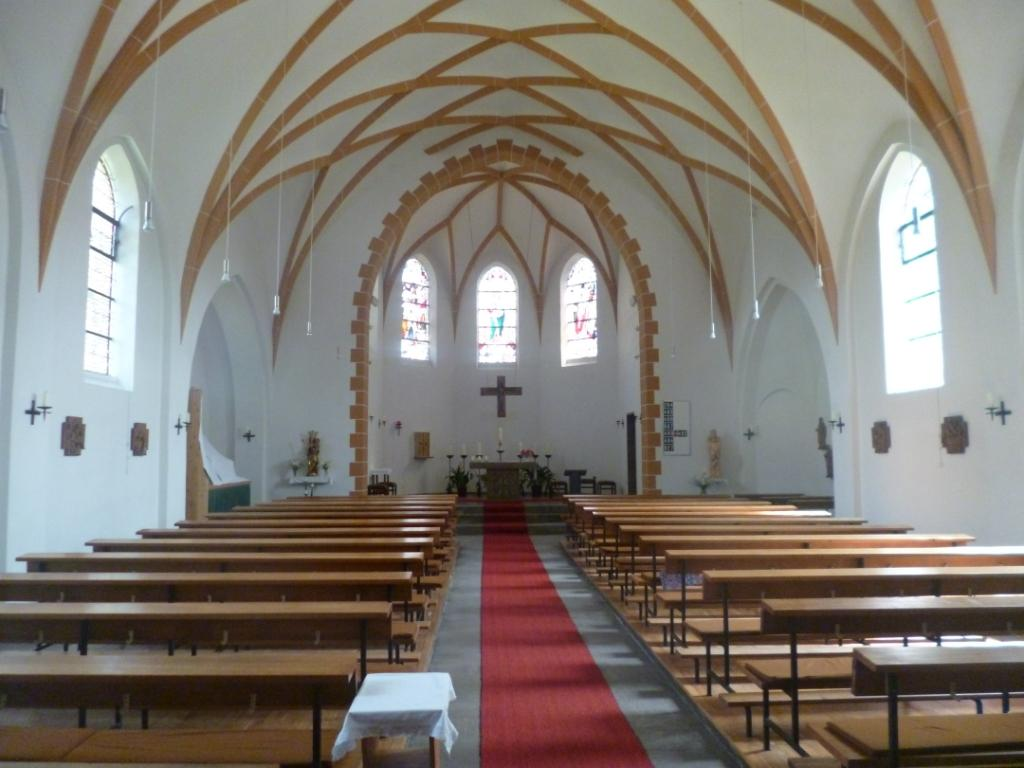
Innenraum

St. Salvator ist die römisch-katholische Kirche in Querfurt, einer Stadt im Saalekreis in Sachsen-Anhalt. Die denkmalgeschützte Kirche ist die Pfarrkirche der Pfarrei St. Bruno mit Sitz in Querfurt im Dekanat Merseburg des Bistums Magdeburg. Im örtlichen Denkmalverzeichnis ist sie unter der Erfassungsnummer 094 16849  als Baudenkmal verzeichnet.

## Geschichte
In das seit der Reformation im 16. Jahrhundert lutherisch geprägte Querfurt kamen ab den 1880er Jahren mit katholischen Saisonarbeitern erstmals wieder Katholiken in größerer Zahl. Vom 23. Juli 1893 an fanden in Querfurter Gaststätten gelegentlich katholische Gottesdienste statt. Die Katholiken in Querfurt gehörten damals zu der bereits 1892 gegründeten Kirchengemeinde Oberröblingen, heute ein Ortsteil von Röblingen am See.
1906 wurde am damaligen Sperlingsweg das Baugrundstück für die Kirche erworben. Am 2. April 1907 wurde Querfurt Sitz eines katholischen Priesters, des Neupriesters Karl Patrzek, womit in Querfurt eine katholische Gemeinde begründet wurde.
1908 wurde zunächst das Pfarrhaus erbaut, vom 1. Sonntag im Advent 1908 an fanden die Gottesdienste im Saal des Pfarrhauses statt.
Die Grundsteinlegung für den Kirchbau erfolgte am 1. November 1909, und am 20. November 1910 nahm Pfarrvikar Patrzek die Benediktion vor. Zunächst wurde sie dem heiligen Brun von Querfurt geweiht und war damit das sechste Gotteshaus in Querfurt, das ihm geweiht wurde. Schon damals bekam die Kirche eine Orgel, die vom Orgelbauer Rohlfing aus Osnabrück errichtet wurde.
1912 wurden durch ein Vermächtnis von Margarethe Michaele Röckerfath 62.500 Mark für den Bau der Kirche gestiftet mit der Auflage, die Kirche St. Salvator (Salvator mundi, Erlöser der Welt) zu nennen, was bei der Kirchweihe am 23. Juni 1913 geschah. Die Kirchenweihe nahm Heinrich Haehling von Lanzenauer, Weihbischof des Bistums Paderborn, zu dem Querfurt damals gehörte, vor.
Das Preußenkonkordat vom 14. April 1929, durch die Bulle Pastoralis officii nostri vom 13. August 1930 in Vollzug gesetzt, errichtete die Mitteldeutsche Kirchenprovinz. Das Bistum Paderborn stieg dadurch zum Erzbistum und zum Metropolitansitz der mitteldeutschen Kirchenprovinz auf. Zugleich kam der vom Geistlichen Gericht Erfurt abgetrennte Regierungsbezirk Merseburg mit dem Dekanat Eisleben, zu dem auch die Kirche in Querfurt als Filialkirche der Pfarrei Eisleben gehörte, an das nunmehrige Erzbischöfliche Kommissariat Magdeburg.
Durch die Flucht und Vertreibung Deutscher aus Mittel- und Osteuropa nach dem Zweiten Weltkrieg war die Zahl der Katholiken in der Pfarrvikarie Querfurt so stark angestiegen, dass die Pfarrvikarie Querfurt am 1. Oktober 1952 zur Pfarrei (ss Salvator et s Bruno, deutsch: heiligster Erlöser und heiliger Bruno) erhoben wurde. 1959 fand die Weihe von vier neuen Glocken statt. Infolge der Liturgiereform des Zweiten Vatikanischen Konzils wurde der Altarraum 1966 umgestaltet, dabei wurden die Kanzel und die Kommunionbank entfernt. Am 3. April 1972 wurde durch einen Schwelbrand unter anderem die Orgel beschädigt, die daraufhin durch einen am 15. Dezember 1974 eingeweihten Neubau ersetzt wurde.
Am 1. März 2006 wurde der Gemeindeverbund Querfurt – Nebra – Röblingen errichtet. Zu diesem Zeitpunkt gehörten zur Pfarrei Querfurt rund 730 Katholiken.
Am 1. Januar 2009 wurde das Dekanat Merseburg gegründet, dem die St.-Salvator-Kirche seitdem angehört. Das bisherige Dekanat Eisleben wurde aufgelöst.
Am 28. November 2010, dem 1. Advent, entstand aus dem Gemeindeverbund die heutige Pfarrei St. Bruno mit Sitz in Querfurt, zu der neben der St.-Salvator-Kirche in Querfurt auch die St.-Anna-Kirche in Röblingen am See und die St.-Josefs-Kapelle in Nebra gehören. Auch Teutschenthal, wo es früher eine katholische Kapelle gab, kam zur Pfarrei Querfurt.

## Lage und Architektur
Die Kirche steht im Nordosten von Querfurt, auf dem Grundstück Johannes-Schlaf-Straße 6, nur rund 300 Meter vom Bahnhof entfernt.
Die geostete Saalkirche mit polygonaler Apsis und Netzgewölbe wurde im neugotischen Baustil mit Elementen des Jugendstils errichtet. Im Westen der Kirche wurde ein Portikus angebaut.
Links und rechts vom Chorraum sind Statuen der heiligen Maria (Mutter Jesu) und Bruno von Querfurt angeordnet. Die Statue des heiligen Bruno ist ein Werk der Gemeindereferentin Verena Krinke.
Die heutige Orgel wurde vom Orgelbauer Friedrich Löbling aus Erfurt erbaut, am 15. Dezember 1974 erfolgte ihre Einweihung. Das Schleifladen-Instrument hat 15 Register auf zwei Manualwerken und Pedal.